# Черо (Колорадо)
Черо (англ. Cheraw) — місто (англ. town) в США, в окрузі Отеро штату Колорадо. Населення — 237 осіб (2020).

## Географія
Черо розташоване за координатами 38°6′29″ пн. ш. 103°30′39″ зх. д. / 38.10806° пн. ш. 103.51083° зх. д. (38.108104, -103.510926).  За даними Бюро перепису населення США в 2010 році місто мало площу 0,41 км², уся площа — суходіл. В 2017 році площа становила 0,49 км², уся площа — суходіл.

## Демографія
Згідно з переписом 2010 року, у місті мешкали 252 особи в 101 домогосподарстві у складі 66 родин. Густота населення становила 615 осіб/км².  Було 115 помешкань (281/км²).
Расовий склад населення:
| - 86,1 % — білих - 1,2 % — чорних або афроамериканців - 0,4 % — корінних американців - 0,4 % — азіатів - 8,7 % — осіб інших рас |

До двох чи більше рас належало 3,2 %. Частка іспаномовних становила 23,0 % від усіх жителів.
За віковим діапазоном населення розподілялося таким чином: 24,6 % — особи молодші 18 років, 63,1 % — особи у віці 18—64 років, 12,3 % — особи у віці 65 років та старші. Медіана віку мешканця становила 37,0 року. На 100 осіб жіночої статі у місті припадало 98,4 чоловіків;  на 100 жінок у віці від 18 років та старших — 97,9 чоловіків також старших 18 років.
Середній дохід на одне домашнє господарство  становив 37 192 долари США (медіана — 36 429), а середній дохід на одну сім'ю — 44 990 доларів (медіана — 43 542). Медіана доходів становила 31 042 долари для чоловіків та 24 375 доларів для жінок. За межею бідності перебувало 9,1 % осіб, у тому числі 0,0 % дітей у віці до 18 років та 7,4 % осіб у віці 65 років та старших.
Цивільне працевлаштоване населення становило 70 осіб. Основні галузі зайнятості: освіта, охорона здоров'я та соціальна допомога — 25,7 %, науковці, спеціалісти, менеджери — 12,9 %, виробництво — 11,4 %, будівництво — 11,4 %.